# Chanteloup-les-Vignes
Pour les articles homonymes, voir Chanteloup et Vignes.
Chanteloup-les-Vignes est une commune française située dans le département des Yvelines en région Île-de-France. Au dernier recensement de 2022, la commune comptait 10 793 habitants.
Ses habitants sont appelés les  Chantelouvais et Chantelouvaises.

## Géographie

### Situation
Situé à 25 km de Paris au centre d'une boucle de la Seine dite « boucle de Chanteloup », entre Poissy et les villes nouvelles de Cergy-Pontoise et Saint-Quentin-en-Yvelines. Orienté nord-sud, le territoire de la commune de Chanteloup, d’une superficie de 332 hectares peut être divisé en quatre entités spécifiques :
Au nord, le massif de l'Hautil ou forêt de l’Hautil qui s'étend sur les communes de Chanteloup-les-Vignes, Triel-sur-Seine et Andrésy. En lisière de forêt s’appuie une zone pavillonnaire (dite le Coteau). Surplombant le village, le rebord de ce plateau où l'on découvre, en lisière de forêt, un panorama qui s’étend au-delà de la forêt de Saint-Germain-en-Laye jusqu’à Paris dont on aperçoit les principaux monuments (Tour Eiffel, La Défense, Tour Montparnasse). Plusieurs points de vue panoramique.
La commune se compose du « village », rassemblé autour de l’église et de la mairie, autour duquel s’étend une zone pavillonnaire dense. En contrebas, entre le village et la voie ferrée, le quartier d’habitat constitué de petits d’immeubles et résidences. La plaine de Chanteloup s’étendant depuis la voie ferrée Paris-Mantes jusqu'à la limite sud de la commune, composée au nord d’une zone d'activité accueillant une cinquantaine d’entreprises et au sud de quelques terrains agricoles.
Administrativement, la commune est située dans l’arrondissement de Saint-Germain-en-Laye.

### Transports
La ville est traversée par la ligne ligne J du Transilien qui dessert la Gare de Chanteloup-les-Vignes et permet de se rendre à Paris Saint-Lazare en 32 minutes.
La commune est en parallèle desservie par les lignes 2, 29, 32, 41, 53, 72 du réseau de bus Poissy Les Mureaux et par les lignes 87 et J (Extrême soirée) du réseau de bus du Mantois.

### Climat
Pour des articles plus généraux, voir Climat de l'Île-de-France et Climat des Yvelines.
En 2010, le climat de la commune est de type climat océanique dégradé des plaines du Centre et du Nord, selon une étude du CNRS s'appuyant sur une série de données couvrant la période 1971-2000. En 2020, Météo-France publie une typologie des climats de la France métropolitaine dans laquelle la commune est dans une zone de transition entre le climat océanique et le climat océanique altéré et est dans la région climatique  Sud-ouest du bassin Parisien, caractérisée par une faible pluviométrie, notamment au printemps (120 à 150 mm) et un hiver froid (3,5 °C). 
Pour la période 1971-2000, la température annuelle moyenne est de 11,1 °C, avec une amplitude thermique annuelle de 15 °C. Le cumul annuel moyen de précipitations est de 672 mm, avec 12 jours de précipitations en janvier et 7,9 jours en juillet. Pour la période 1991-2020, la température moyenne annuelle observée sur la station météorologique la plus proche, située sur la commune de Boissy-l'Aillerie à 10 km à vol d'oiseau, est de 11,2 °C et le cumul annuel moyen de précipitations est de 635,8 mm,. Pour l'avenir, les paramètres climatiques de la commune estimés pour 2050 selon différents scénarios d'émission de gaz à effet de serre sont consultables sur un site dédié publié par Météo-France en novembre 2022.

## Urbanisme

### Typologie
Au 1er janvier 2024, Chanteloup-les-Vignes est catégorisée grand centre urbain, selon la nouvelle grille communale de densité à sept niveaux définie par l'Insee en 2022.
Elle appartient à l'unité urbaine de Paris, une agglomération inter-départementale regroupant 407  communes, dont elle est une commune de la banlieue,,. Par ailleurs la commune fait partie de l'aire d'attraction de Paris, dont elle est une commune du pôle principal,. Cette aire regroupe 1 929 communes,.

## Toponymie
Dans le texte d’une donation de terres en 1162, il est fait état d’un hameau nommé Cantus Lupi, situé le long d’un chemin dit « route du Roi » qui reliait Andrésy à Triel.
Il a été proposé un hypothétique pré-celtique *kant et *lup « pierre, roche, coteau pierreux », éléments non attestés. Le village se trouve en effet à flanc de coteau adossé à l'Hautil. On trouve encore le terme « loup » pour désigner une pierre dans le vieux dialecte d'Île-de-France. Cependant baser une explication sur des termes non attestés est conjecturel. Ernest Nègre écrit : « Mais les arguments apportés jusqu'ici pour prouver que canta et loup sont tous deux d'origine pré-indo-européenne ou celtique ne sont pas convaincants. Comment peut on affirmer que lop, loba, cant signifient « hauteur » alors que de nombreux NL Chanteloup sont en plaine ou dans une vallée ? Le verbe chanter dans la langue populaire signifie « hurler, crier, grogner, etc. ».
Le nom de Chanteloup est issu, selon les toponymistes Albert Dauzat, Ernest Nègre, etc., de « chante » et de « loup », car dans l'imagerie populaire tous les animaux chantent,. Il s'agit d'une formation analogue aux nombreux Chanteloup, Chanteraine, Chantemerle, etc..
Le déterminant complémentaire les-Vignes est accordé par décret du 15 mai 1922, il renvoie à la présence de la vigne jusqu'au XIXe siècle, époque où commencera la décadence de la viticulture en Île-de-France, le moindre coteau était planté de vignes (…). Certaines communes, comme Chanteloup-les-Vignes ou Saint-Thibault-des-Vignes en Seine-et-Marne, ont tenu à conserver ce déterminant.

## Histoire
Jusqu'en 1789, Chanteloup est un hameau de Triel et ce n'est qu'à partir de cette époque qu'il a été formé en commune. Son territoire a été distrait de celui de Triel mais également d'un hameau d'Andrésy, Le Chapitre, qui dépendait de la paroisse d'Andrésy. Le cahier de doléances de Chanteloup indique que le village se compose de 240 feux avec 800 habitants et que son territoire se trouve enclavé dans 4 prévôtés différentes et qu'il est presque impossible de savoir devant quel juge les habitants doivent saisir le juge contre les malfaiteurs qui font du dégât dans les vignes, seule culture de Chanteloup.
Pendant le siège de Paris, durant la guerre franco-prussienne de 1870, le village n'eut à supporter qu'un passage des armées allemandes et les réquisition résultant de ce passage. Pendant leur séjour, les archives qui avaient été cachées dans la carrière furent incendiées par les Prussiens.
Anciennement ville ouvrière, Chanteloup-les-Vignes souffre dans les années 1980 de la chute du secteur industriel et notamment du secteur automobile avec PSA et Renault à proximité. Dans les années 1980/1990 la commune a été touchée par le phénomène d’émeutes urbaines et est donc choisie pour constituer quelques scènes du décor du film La Haine, sorti en 1995, ce qui nuira profondément à sa réputation.
La ville bénéficie de la politique de la ville et est, à ce titre, classée zone urbaine sensible (ZUS) en 1996, puis quartier prioritaire de la politique de la ville (QPV) en 2014. Elle est l’objet de plusieurs programmes de rénovation urbaine dans le début des années 2000/2010 qui permettent à la ville d'être en profonde mutation. Les quartiers Daurade et Noë sont réunis au sein d'un vaste quartier prioritaire rassemblant plus de 5 000 habitants, presque la moitié de la population de la ville.

## Cultures et industries
Une étude de 1899 par l'instituteur local nous apprend que la culture est importante au niveau de Chanteloup à cette période. 250 hectares sur les 322 que compte la commune sont cultivés. On récolte surtout des primeurs ; les petits pois et les asperges abondent et ces légumes acquièrent une bonne valeur sur les marchés parisiens. Toutefois, la plus importante des cultures est celle de la vigne. Les coteaux produisent un vin renommé, justement récompensé dans les expositions. Le vin récolté est un produit qui se rapproche des crûs de Champagne, aussi, les vignerons de Chanteloup vendirent quelquefois leurs vins blancs à des négociants de Champagne. Sur les coteaux chantelouvais, on produit également du vin rouge, le prix de vente des deux sortes de vins est égal et le cours du nectar est variable selon les années. À la fin du 19e siècle était produit sur le territoire 3 000 hectolitres environ. Le phylloxéra détruira la quasi-totalité du vignoble vers 1889 et la vigne ne sera pas replantée sur les coteaux de l'Hautil.
L'industrie est également présente à l'époque. On extrait des moellons de plâtre de carrières souterraines. Le produit est ensuite chargé sur des péniches vers des industriels qui se chargeront de le transformer. Sur le plateau de l'Hautil, de nombreuses carrières à ciel ouvert donnent en abondance une excellente pierre meulière pour la construction. Plusieurs entrepreneurs font acheminer ce matériau par chemin de fer.

## Histoire sportive

### Automobile
La deuxième course de côte automobile au monde se déroula sur les pentes de Chanteloup, le 27 novembre 1898 et fut remportée par l'ingénieur et coureur automobile belge Camille Jenatzy sur Jenatzy electric. Elle fut organisée par Paul Méyan, alors directeur de La France automobile. Le nom de la rue actuelle porte son nom. Un petit monument est visible en haut de la côte.
La course de côte se tient chaque année le premier week-end de juin et est un évènement festif incontournable de la ville

Course de côte de Chanteloup en 1898
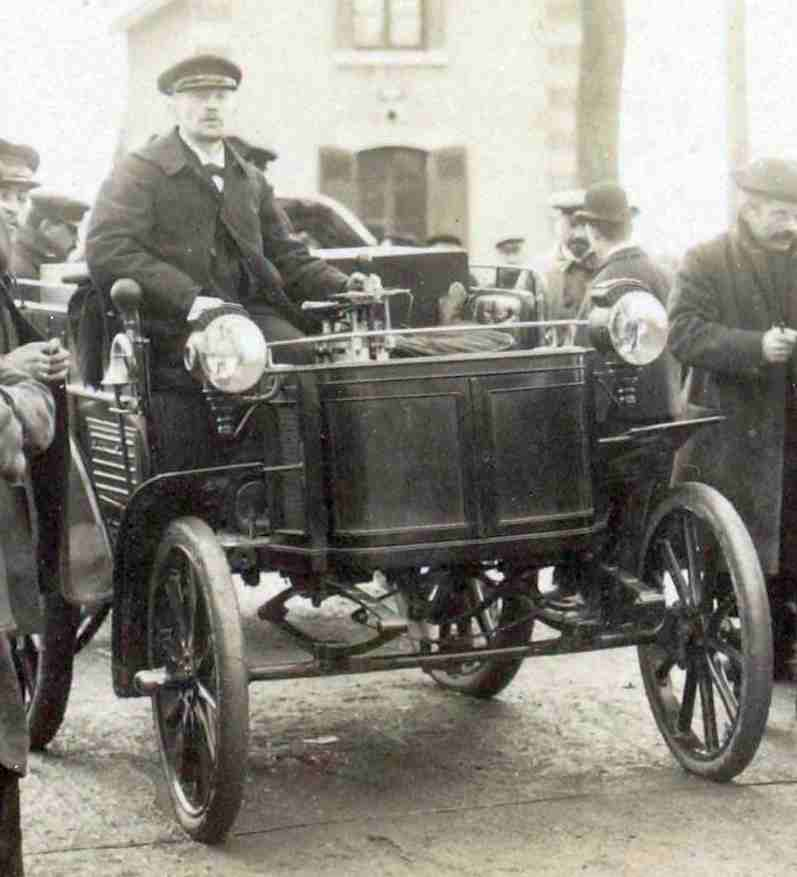
Camille Jenatzy, vainqueur de la côte en 1898.
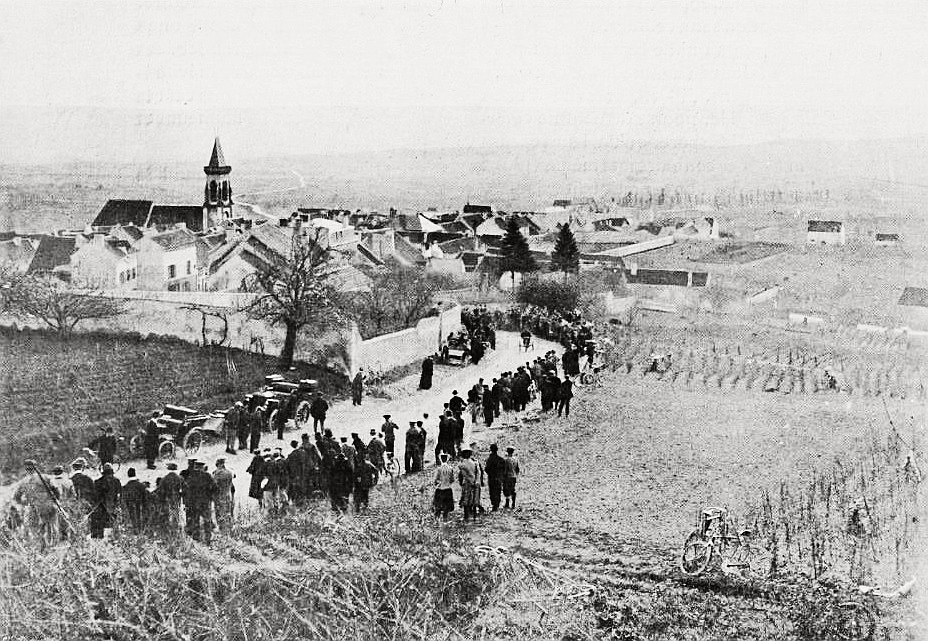
Chanteloup pendant la course de côte.
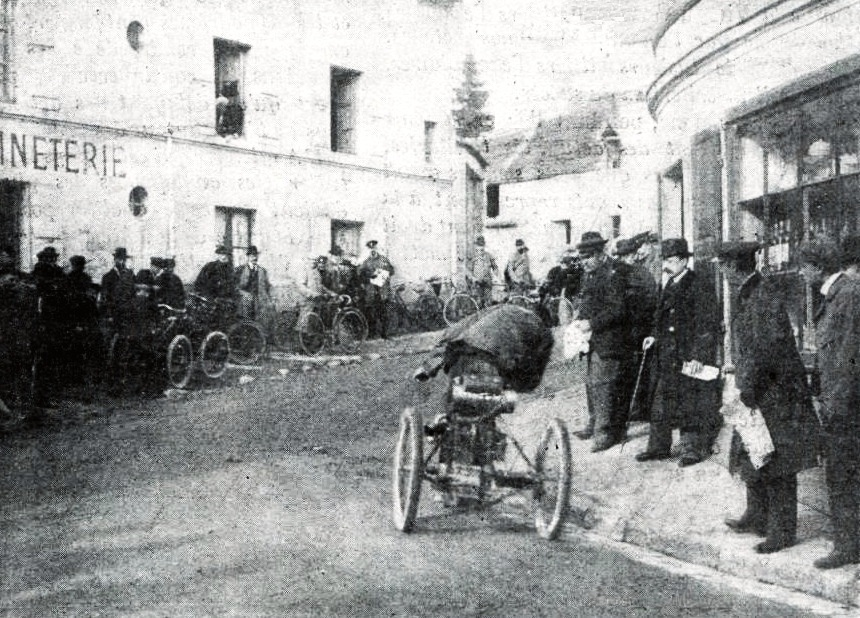
La course dans le village.

### Cyclisme
Le 6 avril 1913 est créée, à Chanteloup-les-Vignes, l'épreuve cycliste nommée Polymultipliée. Les objectifs de cette course étaient de mettre en application des moyeux d'engrenages capables de faire évoluer « les multiplications » de braquets sur les bicyclettes de course.
À la création du Tour de France, la roue arrière de la machine était entraînée par un pignon unique et fixe. Au fil des années, certains coureurs astucieux équipèrent les moyeux arrière de deux pignons situés de part et d'autre du rayonnage. On démontait la roue arrière avant l'attaque des montagnes en mettant en place la chaîne sur le pignon le plus denté. À l'attaque d'une descente de col, on inversait la roue en mettant en place le petit pignon. En 1921, L. Habert remporte la Polymultipliée avec un vélo équipé d'un dérailleur à trois vitesses. Après-guerre, ce dernier mécanisme évolue avec la marque italienne Campagnolo, qui développe au fil des ans des dérailleurs performants, notamment utilisés par les grands champions de l'époque Bartali et Coppi.
Le 23 avril 1922 eut lieu la Polymultipliée, remportée par Fernand Canteloube, dont le circuit, qui partait de Chanteloup, montait la côte de l'Hautil pour rejoindre le plateau par l'Hermitage et le carrefour de la Gueule Rouge, puis redescendait par la ferme de la Barbannerie et traversait Maurecourt et Andrésy avant de remonter sur Chanteloup.

### Autre
- Le 14 mai 1922 eut lieu le 2e concours international de bicyclettes à moteur à Chanteloup, organisé par Moto Revue.

## Vie associative
La vie associative qu'elle soit sportive ou culturelle est très importante. Les installations sportives sont nombreuses et permettent de profiter pleinement d'une multitude de sports. En 2016, la ville a le plaisir de compter en boxe, le champion du monde ainsi que champion olympique Tony Yoka.
Tony Yoka arriva à Chanteloup-les-Vignes à l'âge de cinq ans, il y passa toute son adolescence. Licencié au club local de boxe, il se fit remarquer au niveau régional et ainsi il intégra le pôle sportif national l'INSEP. Tout d'abord champion du monde amateur, il deviendra deux ans plus tard champion olympique des poids lourds aux Jeux olympiques de Rio à Rio de Janeiro en 2016.

## Politique et administration

### Élections municipales et communautaires

#### Liste des maires
| Période                                  | Période                   | Identité         | Étiquette               | Qualité |
| ---------------------------------------- | ------------------------- | ---------------- | ----------------------- | --- |
| Les données manquantes sont à compléter. |                           |                  |                         | |
| 1945                                     | 1946                      | Paul Saunière    |                         | |
| 1946                                     | 1948                      | Alexandre Riteau |                         | |
| 1948                                     | 1952                      | Édouard Armery   |                         | |
| 1952                                     | 1974                      | Louis Méleder    | SE                      | |
| 1975                                     | 1977                      | Jean Champeau    | SE                      | |
| 1977                                     | 1982                      | Yves Urbani      | Modéré[Quoi ?]          | |
| janvier 1982                             | mars 1983                 | Pierre Gour,     | PS                      | Inspecteur divisionnaire SNCF |
| mars 1983                                | février 2009              | Pierre Cardo     | UDF-PR puis DL puis UMP | Cadre de gestion Député des Yvelynes (7e circ (1993 → 2010) Conseiller général d'Andrésy (1985 → 2001) Vice-président du conseil général des Yvelines (1992 → 1994)                 |
| février 2009                             | En cours (au 27 mai 2020) | Catherine Arenou | UMP-LR                  | Médecin généraliste Conseillère départementale de Conflans-Sainte-Honorine (2015 →) Vice-présidente du conseil départemental des Yvelines (2015 →) Réélue pour le mandat 2020-2026, |

### Autres élections
Lors de l'élection présidentielle de 2022, les électeurs de la commune se sont exprimés à 72,44 % pour Emmanuel Macron et à 27,56 % pour Marine Le Pen, puis aux élections européennes du 9 juin 2024 à 37,65 % pour la liste « La France insoumise - Union populaire ».

## Population et société

### Démographie

#### Évolution démographique
Village rural de 2 500 habitants jusqu'à la fin des années 1960, Chanteloup a vu son équilibre démographique bouleversé en 1966 par un grand projet immobilier décidé  par l'État. C'est la création du quartier de la Noé (2 329 logements) qui reçoit environ 8 000 nouveaux habitants. Aujourd’hui, après de nombreuses destructions de logements sociaux dans le cadre de l'Agence nationale pour la rénovation urbaine (ANRU), la ville compte plus de 10 000 habitants, dont plus de 60 % vivent toujours dans ce quartier.

L'évolution du nombre d'habitants est connue à travers les recensements de la population effectués dans la commune depuis 1793. Pour les communes de plus de 10 000 habitants les recensements ont lieu chaque année à la suite d'une enquête par sondage auprès d'un échantillon d'adresses représentant 8 % de leurs logements, contrairement aux autres communes qui ont un recensement réel tous les cinq ans,.

En 2022, la commune comptait 10 793 habitants, en évolution de +3,91 % par rapport à 2016 (Yvelines : +2,72 %, France hors Mayotte : +2,11 %).
| 1793  | 1800 | 1806 | 1821 | 1831 | 1836 | 1841 | 1846 | 1851 |
| ----- | ---- | ---- | ---- | ---- | ---- | ---- | ---- | ---- |
| 1 083 | 883  | 900  | 841  | 799  | 790  | 753  | 771  | 781  |

| 1856 | 1861 | 1866 | 1872 | 1876 | 1881 | 1886 | 1891 | 1896 |
| ---- | ---- | ---- | ---- | ---- | ---- | ---- | ---- | ---- |
| 715  | 738  | 738  | 696  | 675  | 685  | 697  | 717  | 760  |

| 1901 | 1906 | 1911 | 1921 | 1926 | 1931  | 1936  | 1946  | 1954  |
| ---- | ---- | ---- | ---- | ---- | ----- | ----- | ----- | ----- |
| 772  | 807  | 856  | 824  | 954  | 1 031 | 1 014 | 1 042 | 1 384 |

| 1962  | 1968  | 1975  | 1982   | 1990   | 1999  | 2005  | 2006  | 2011  |
| ----- | ----- | ----- | ------ | ------ | ----- | ----- | ----- | ----- |
| 1 777 | 2 075 | 4 616 | 10 297 | 10 175 | 9 544 | 9 041 | 8 924 | 9 614 |

| 2016   | 2021   | 2022   | - | - | - | - | - | - |
| ------ | ------ | ------ | - | - | - | - | - | - |
| 10 387 | 10 735 | 10 793 | - | - | - | - | - | - |

#### Pyramide des âges
La population de la commune est relativement jeune.
En 2018, le taux de personnes d'un âge inférieur à 30 ans s'élève à 45,1 %, soit au-dessus de la moyenne départementale (38,0 %). À l'inverse, le taux de personnes d'âge supérieur à 60 ans est de 16,3 % la même année, alors qu'il est de 21,7 % au niveau départemental.
En 2018, la commune comptait 5 070 hommes pour 5 271 femmes, soit un taux de 50,97 % de femmes, légèrement inférieur au taux départemental (51,32 %).
Les pyramides des âges de la commune et du département s'établissent comme suit.
| Hommes | Classe d’âge | Femmes |
| ------ | ------------ | ------ |
| 0,2    | 90 ou +      | 1,1    |
| 3,6    | 75-89 ans    | 3,5    |
| 12,1   | 60-74 ans    | 12,0   |
| 17,2   | 45-59 ans    | 17,8   |
| 21,0   | 30-44 ans    | 21,2   |
| 19,1   | 15-29 ans    | 19,3   |
| 26,8   | 0-14 ans     | 25,0   |

| Hommes | Classe d’âge | Femmes |
| ------ | ------------ | ------ |
| 0,6    | 90 ou +      | 1,4    |
| 6      | 75-89 ans    | 7,8    |
| 13,5   | 60-74 ans    | 14,8   |
| 20,7   | 45-59 ans    | 20,1   |
| 19,6   | 30-44 ans    | 19,9   |
| 18,5   | 15-29 ans    | 16,8   |
| 21,2   | 0-14 ans     | 19,2   |

## Économie
En 2003, la ville est l'une des premières à bénéficier du plan de rénovation urbaine initié par le ministre de la Ville Jean-Louis Borloo.
L'endettement a lui diminué de 10,8 millions d’euros en 2009 à 5,5 millions en 2017. En 2001, le prix moyen d'une maison était de 284 660 € alors qu'en 2020 la moyenne est de 382 475 €[réf. nécessaire].
Les impôts foncier restent très bas du fait de la zone industrielle

## Culture locale et patrimoine

### Patrimoine urbain et architectural

#### Le Coteau
Niché sur les hauteurs de Chanteloup-les-Vignes, le coteau est un quartier paisible en lisière du bois de l'Hautil. Il s'agit d'un quartier exclusivement pavillonnaire datant principalement des années 1960 bien que de nouvelles maisons luxueuses font leur apparition. Le quartier profite d'un point de vue exceptionnel sur la Vallée de la Seine. Ainsi plusieurs points de vue sont disponibles notamment sur Paris avec La Défense et la Tour Eiffel ou encore la forêt de Saint-Germain-en-Laye.

#### Quartier de la Noé
Le quartier de la Noé, créé dans les années 1970, résulte d'un projet de ville nouvelle qui devait s'étendre de Triel-sur-Seine à Andrésy. Ce quartier, imaginé par l'architecte Émile Aillaud et décoré par Fabio Rieti, a été la source de la mauvaise réputation de la ville[réf. nécessaire] pendant de longues années.
Après l'année 2004, 110 millions ont été investis pour la rénovation urbaine. De nombreux logements ont été détruits, d'autres ont été remis à neuf. Les immeubles et les accès routiers ont été sécurisés. De plus, près de 600 maisons ont été construites permettant d'évoluer dans un environnement désormais calme et serein, sans banditisme[réf. nécessaire].

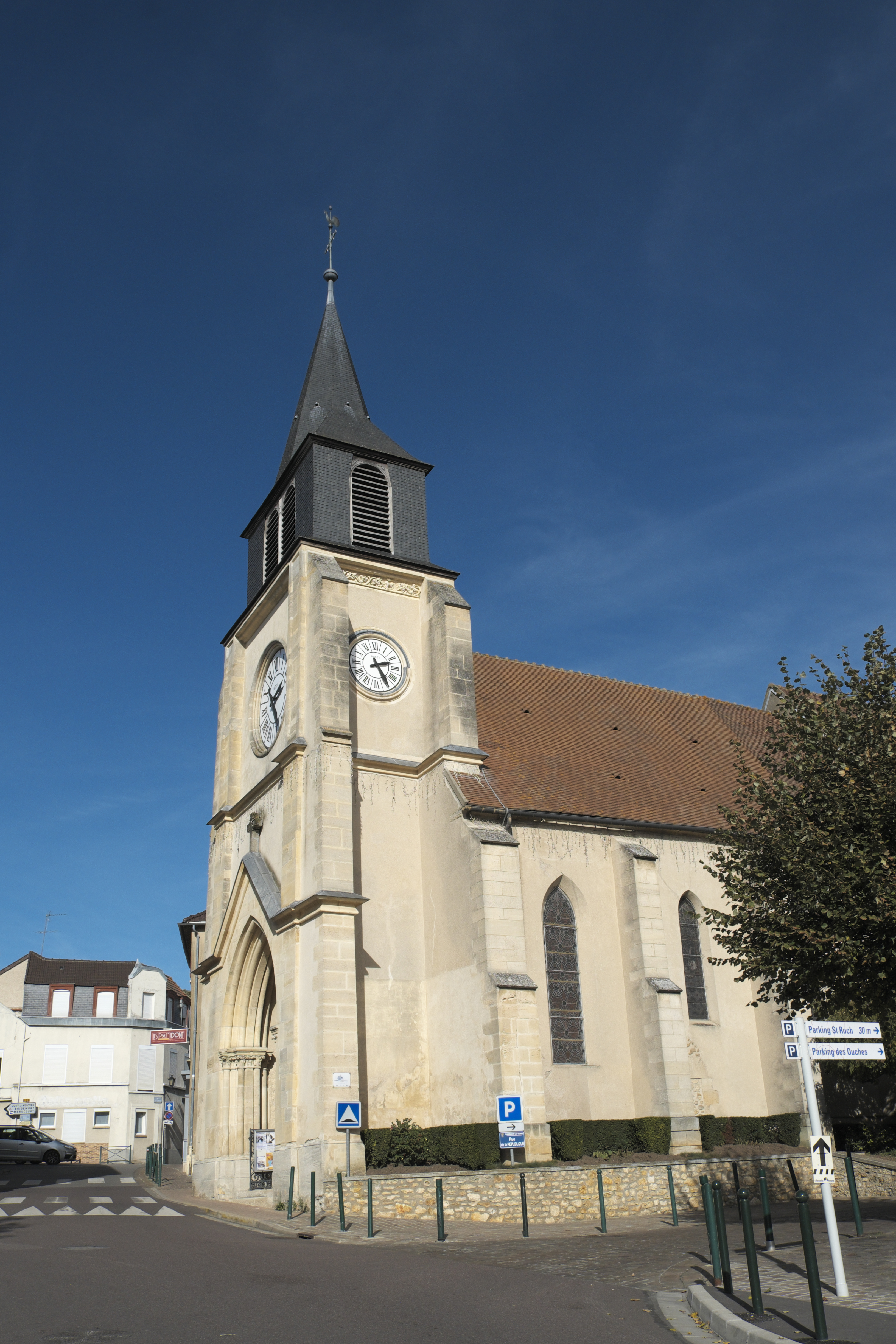
L'église Saint-Roch.

#### Église Saint-Roch
L'église Saint-Roch, construite au XVIe siècle.

### Cinéma
C'est dans le quartier de « La Noé » qu'est tournée une partie du film La Haine de Mathieu Kassovitz.

### Personnalités liées à la commune
- Jean Gabriel Henri Delavallée (1887-1957), sculpteur y est mort.
- Daniel Georges (1911-1994), militant et résistant communiste, frère du colonel Fabien.
- Houssine Kharja, footballeur international marocain né en 1982.
- Juan Massenya, animateur de télévision français.
- Mounir Obbadi, footballeur international marocain né en 1983.
- Tony Yoka, champion du monde de boxe amateur né en 1992.
- Dylan Batubinsika, footballeur professionnel franco-congolais né en 1996, il joue dans le club de l’AS Saint-Étienne.

### Héraldique
| Armes de Chanteloup-les-Vignes | Les armes de Chanteloup-les-Vignes se blasonnent ainsi : d'or à la bande d'azur semée de fleurs de lys du champ, accompagnée en chef d'une tête de loup lampassée arrachée et en pointe d'une grappe de vigne pamprée, le tout de sable. |